# Baby gang (film 1992)
Baby gang è un film del 1992 diretto da Salvatore Piscicelli.

## Trama
Nella periferia nord-est di Napoli una giornata nella vita di Luca, bambino di nove anni che cerca di procurarsi una dose di droga per il fratello tossicodipendente.